# Tom Pelphrey
Thomas J. Pelphrey, bardziej znany jako Tom Pelphrey (ur. 28 lipca 1982 roku w Howell, w stanie New Jersey) – amerykański aktor telewizyjny, teatralny i filmowy, dwukrotny laureat nagrody Daytime Emmy w kategorii "znakomity młody aktor" (2006, 2008) za rolę Jonathana Randalla w operze mydlanej CBS Guiding Light.
Grał w kilku produkcjach szkolnych, takich jak Dwaj panowie z Werony Szekspira, Przystanek autobusowy Williama Inge i Pościg i percepcja, a po latach w londyńskim szekspirowskim Globe Theatre - Poskromienie złośnicy i Ryszard III, nowojorskim Theatre 54 (od 6 do 30 września 2007) w A New Television Arrives Finally Kevin Mandela jako tytułowy bohater, nowojorskim Peter Jay Sharp Theater w W Bożym kapeluszu (In God's Hat; 7 sierpnia 2010) i musicalu End of the Rainbow (2012) jako Mickey Deans. 
Ukończył Howell High School (2000) i uzyskał stopień licencjata sztuki w Rutgers University (2004). Aktorstwa uczył się w Mason Gross School of the Arts przy Rutgers University.

## Filmografia

### Filmy fabularne
- 2008: Ptaki amerykańskie (Birds of America) jako autostopowicz
- 2010: Eelastyczny (The Elastic) jako Marty
- 2012: Ta dziewczyna to kłopoty (The Girl Is in Trouble) jako
- 2012: Węzeł (Junction) jako David
- 2012: Przepraszam, że żyję (Excuse Me for Living) jako Dan
- 2013: Tiger Lily Road jako Ricky Harden
- 2014: Krzyk z przeciągu (A Cry from Within) jako Carl

### Seriale TV
- 2004-2009: Guiding Light jako Jonathan Randall
- 2007: Wzór (Numb3rs) jako Mike Daley
- 2007: Burg (The Burg) jako Douche Bag Dave
- 2008: Zaklinacz dusz (Ghost Whisperer) jako Brian
- 2008: CSI: Kryminalne zagadki Miami (CSI: Miami) jako Mick Ragosa
- 2009: Prawo i bezprawie (Law & Order: Trial by Jury) jako T-Bone
- 2009-2010: As the World Turns jako Mick Dante
- 2010: Żona idealna (The Good Wife) jako Josh Mundy
- 2011: Anatomia prawdy (Body of Proof) jako Dean Avery
- 2012: Zaprzysiężeni (Blue Bloods) jako Mike Galatis
- 2013: The Following jako Brock
- 2013: Banshee jako Kurt Bunker
- 2014: Black Box jako Joseph Moran
- 2017–2018: Iron Fist jako Ward Meachum
- 2020: Ozark jako Ben Davis
- 2023:  Love & Death  jako Dan Crowder

### Gry komputerowe
- 2011: Homefront jako Connor Morgan (głos)